# Versoix (vattendrag)
Versoix är ett vattendrag i Schweiz. Det ligger i den sydvästra delen av landet, 120 km sydväst om huvudstaden Bern. Versoix mynnar ut i Genèvesjön vid orten Versoix.
Trakten runt Versoix består till största delen av jordbruksmark. Runt Versoix är det ganska tätbefolkat, med 222 invånare per kvadratkilometer.